# Göran Stangertz
Göran Nils Robert Stangertz, född 19 juli 1944 i Flen i Södermanlands län, död 27 oktober 2012 i Maria församling i Helsingborg, var en svensk skådespelare, regissör och teaterchef.

## Karriär
Stangertz växte upp i Lund, faderns hemstad, från tio års ålder. Efter studentexamen 1963 bedrev han universitetsstudier innan han gick Statens scenskola i Göteborg 1964–1967. Han blev sedan skådespelare vid Göteborgs stadsteater 1967 och regissör där 1970. Han engagerades som skådespelare och regissör vid Malmö stadsteater 1981. Mellan 1993 och 2000 spelade han en av huvudrollerna i Richard Hoberts filmsvit om De sju dödssynderna. Stangertz var mellan 2001 och 2009 teaterchef vid Helsingborgs stadsteater.

### Teaterkarriär
På Malmö stadsteater har han regisserat Lars Noréns Kaos är granne med gud, Sommar och Blod samt Martin Shermans Ett dårhus i Goa och Willy Russels Färdknäpp. På Helsingborgs stadsteater har han regisserat Limbo, Fröken Julie, Köpmannen i Venedig, Första steget, Galoschkungen, Elddonet, Amadeus, Sorgen klär Elektra, En handelsresandes död och Land du välsignade. På Dramaten har han spelat rollen som Raymond i Blackbird.
På 2000-talet, fram till sin död, regisserade han en lång rad pjäser på Stockholms stadsteater, däribland En handelsresandes död, Linje lusta, Änkeman Jarl och Revisorn.

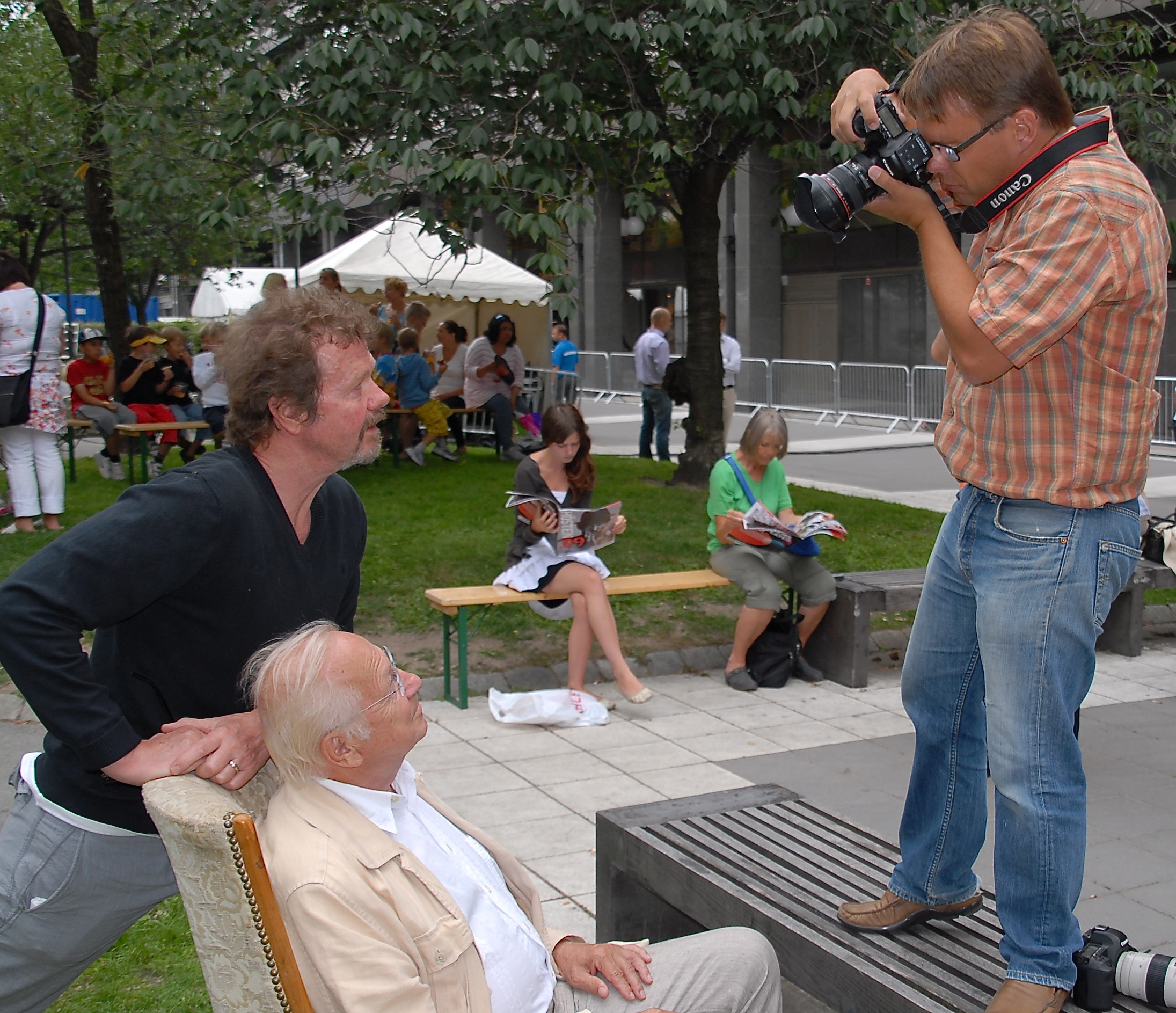
Ingvar Hirdwall och Göran Stangertz på Stockholms Kulturfestival 2009.

## Privatliv
Göran Stangertz var son till sjukhusassistent Åke Stangertz (1915–1971) och kansliskrivare Gunborg, född Norrmann (1919–1989). Stangerts var gift fyra gånger och fick sju barn. Han var första gången gift 1965–1977 med Birgitta Zetterberg, som han fick två döttrar med. Andra gången var han gift 1980–1984 med Nina Gunke och tillsammans fick de 1980 dottern Niki. Tredje gången var han gift 1986–2006 med Jeanette Nevrin. Tillsammans fick de fyra barn, döttrarna Billie, Jimie och Maggie samt sonen Niels. Han inledde därefter ett förhållande med Kajsa Ernst och de gifte sig  år 2009. Paret var gifta tre år, fram till Stangertz död i sviterna av strupcancer.
Göran Stangertz missbrukade under delar av sitt liv alkohol och levde därefter som nykter alkoholist.

## Politiska utspel
I januari 2009 uppstod ett bråk mellan Stangertz och Sverigedemokraterna när han ej ville bevista kommunala sammanträden i Helsingborg som teaterchef då partiet hade en insynsplats där.

## Utmärkelser
| År   | Titel               | Pris                             | Resultat |
| ---- | ------------------- | -------------------------------- | -------- |
| 1995 | Gökboet             | Guldmasken för Bästa regi        | Vann     |
| 1997 | Spring för livet    | Guldbagge för Bästa skådespelare | Vann     |
| 1975 | Det sista äventyret | Guldbagge för Bästa skådespelare | Vann     |

## Filmografi skådespelare
- 1969 – Bokhandlaren som slutade bada
- 1970 – Tretton dagar (TV-serie)
- 1972 – Ett nytt liv (TV-serie)
- 1973 – Ska vi hem till dig... eller hem till mig... eller var och en till sitt?
- 1974 – Det sista äventyret
- 1974 – Fiskeläget (TV-serie)
- 1976 – Polare
- 1976 – Ansikte mot ansikte
- 1977 – Jack
- 1977 – Paradistorg
- 1983 – Ingenjör Andrées luftfärd
- 1985 – August Palms äventyr (TV-serie)
- 1985 – August Strindberg ett liv (TV-serie)
- 1987 – Aestus
- 1988 – Sommarens tolv månader
- 1988 – PS Sista sommaren
- 1989 – Tre kärlekar (TV-serie) (gästroll)
- 1992 – Den femtonde hövdingen
- 1993 – Glädjekällan
- 1994 – Sommarmord
- 1995 – Mördare utan ansikte
- 1995 – Höst i paradiset
- 1997 – Spring för livet
- 1997 – En frusen dröm
- 1998 – Ögat
- 1999 – Lukas 8:18
- 1999 – Där regnbågen slutar
- 2000 – Födelsedagen
- 2008 – Selma (TV-serie)
- 2010 – Tills döden skiljer oss åt
- 2011 – Solsidan (TV-serie) (gästroll)
- 2012 – Prime Time
- 2013 – Faro

## Regi
- 1972 – Groupie
- 1974 – Fiskeläget (TV-serie)
- 1976 – De lyckligt lottade (TV-serie)
- 1977 – Hammarstads BK (TV-serie)
- 1978 – Dygnet runt (TV-serie)
- 1982 - Natten är dagens mor
- 1990 – Spänn mig för Karlavagnen
- 1980 – På banken
- 1980 – Innan vintern kommer (TV-serie)
- 1998 – Stormen
- 1999 – En dag i taget. Ätstörningar
- 1999 – En dag i taget. Panikångest
- 1999 – En dag i taget. Medicinberoende
- 1999 – En dag i taget. Alkoholism
- 2009 – En handelsresandes död

## Teater

### Roller (ej komplett)
| År   | Roll            | Produktion                                   | Regi             | Teater                                                        |
| ---- | --------------- | -------------------------------------------- | ---------------- | ------------------------------------------------------------- |
| 1984 | Peer Gynt       | Peer Gynt Henrik Ibsen                       | Edith Roger      | Malmö Stadsteater                                             |
| 1986 | Jean            | Fröken Julie August Strindberg               |                  | Malmö stadsteater                                             |
| 1988 |                 | Det enda rätta (The Real Thing) Tom Stoppard | Arne Strömgren   | Malmö stadsteater                                             |
| 2000 | Pastor Manders  | Gengångare (Gengangere) Henrik Ibsen         | Christian Tomner | Helsingborgs stadsteater                                      |
| 2002 | Rustan          | Regnbågens rot Inger Alfvén                  | Margita Ahlin    | Helsingborgs stadsteater                                      |
| 2007 | Köpmannen       | Potta Långhaka Mary Andersson                | Martha Vestin    | Helsingborgs stadsteater på Fredriksdal museer och trädgårdar |
| 2010 | Odoardo Galotti | Emilia Galotti Gotthold Ephraim Lessing      | Tobias Theorell  | Stockholms stadsteater                                        |

### Regi (ej komplett)
| År   | Produktion                                                                  | Upphovsmän                                                                | Teater                            | Noter                               |
| ---- | --------------------------------------------------------------------------- | ------------------------------------------------------------------------- | --------------------------------- | ----------------------------------- |
| 1969 | Your Own Thing                                                              | Donald Driver, Hal Hester, Danny Apolinar                                 | Göteborgs stadsteater             |                                     |
| 1974 | På första sidan The Front Page                                              | Ben Hecht, Charles MacArthur                                              | Göteborgs stadsteater             |                                     |
| 1979 | Samhällets stöttepelare Samfundets støtter                                  | Henrik Ibsen                                                              | Göteborgs stadsteater             |                                     |
| 1982 | Natten är dagens mor                                                        | Lars Norén                                                                | Malmö stadsteater                 |                                     |
| 1983 | Sommar Summer                                                               | Edward Bond Översättning Sigbrit Mann                                     | Malmö stadsteater                 | Regi tillsammans med Olov Fältman   |
| 1986 | Natten er dagens mor Natten är dagens mor                                   | Lars Norén                                                                | Det Kongelige Teater              |                                     |
| 1990 | Ett dårhus i Goa A Madhouse in Goa                                          | Martin Sherman Översättning Klas Östergren                                | Malmö stadsteater                 |                                     |
| 1990 | Pensionat Paradiset 2                                                       | Lars Björkman                                                             | AR-Productions Lorensbergsteatern |                                     |
| 1993 | Köpmannen i Venedig The Merchant of Venice                                  | William Shakespeare Översättning Allan Bergstrand                         | Helsingborgs stadsteater          |                                     |
| 1995 | Första steget Shattered Secrets                                             | Libbe S.Halevy Översättning Tommy Ljungholm                               | Helsingborgs stadsteater          |                                     |
| 1996 | Galoschkungen                                                               | Sigvard Olsson                                                            | Helsingborgs stadsteater          |                                     |
| 1996 | Blod                                                                        | Lars Norén                                                                | Malmö stadsteater                 |                                     |
| 1997 | Elddonet Fyrtøjet                                                           | H.C. Andersen Dramatisering Göran Stangertz och Görel Engstrand           | Helsingborgs stadsteater          |                                     |
| 1999 | Getingsommar                                                                | Ragnar Strömberg                                                          | Stockholms stadsteater            |                                     |
| 2000 | En handelsresandes död Death of a Salesman                                  | Arthur Miller                                                             | Stockholms stadsteater            |                                     |
| 2001 | Amadeus                                                                     | Peter Shaffer Översättning Göran O. Eriksson                              | Helsingborgs stadsteater          |                                     |
| 2001 | Gökboet One Flew Over the Cuckoo's Nest                                     | Dale Wasserman Översättning Göran Stangertz och Jeanette Nevrin-Stangertz | Helsingborgs stadsteater          |                                     |
| 2002 | Klaga månde Elektra Mourning Becomes Electra                                | Eugene O'Neill                                                            | Helsingborgs stadsteater          |                                     |
| 2003 | Pocket plays Engill meðal áhorfenda                                         | Þorvaldur Þorsteinsson Översättning Bergljót Árnadóttir                   | Helsingborgs stadsteater          |                                     |
| 2003 | En handelsresandes död Death of a Salesman                                  | Arthur Miller Översättning Sven Barthel                                   | Helsingborgs stadsteater          |                                     |
| 2004 | H.E.M. - helt enkelt människor                                              | Andreas Svanberg och Jan Nielsen                                          | Helsingborgs stadsteater          | Regi tillsammans med Jan Nielsen    |
| 2004 | Frk. Julie                                                                  | August Strindberg                                                         | Helsingborgs stadsteater          |                                     |
| 2005 | Limbo                                                                       | Margareta Garpe                                                           | Helsingborgs stadsteater          |                                     |
| 2005 | Zum beispiel – från Brecht till Bob Hund                                    |                                                                           | Helsingborgs stadsteater          |                                     |
| 2006 | Elitklassen Master Class                                                    | David Pownall(en)                                                         | Riksteatern                       |                                     |
| 2006 | Söderkåkar                                                                  | Gideon Wahlberg Bearbetning Göran Stangertzoch Andreas Svanberg           | Helsingborgs stadsteater          | Regi tillsammans med Mikael Ahlberg |
| 2007 | Tre farbröder som inte vill dö Van drie oude mannetjes die niet dood wilden | Susanne van Lohuizen och Guus Ponsioen(de) Översättning Maria Tellander   | Helsingborgs stadsteater          |                                     |
| 2009 | Om detta är en människa Se questo è un uomo                                 | Primo Levi Översättning Ingrid Börge, Bearbetning Lars Norén              | Helsingborgs stadsteater          |                                     |
| 2009 | En handelsresandes död Death of a Salesman                                  | Arthur Miller                                                             | Borås stadsteater                 |                                     |
| 2011 | Revisorn Ревизор, Revizor                                                   | Nikolaj Gogol                                                             | Stockholms stadsteater            |                                     |

### Scenografi
| År   | Produktion                                  | Upphovsmän                                                                | Regi            | Teater                   | Noter                 |
| ---- | ------------------------------------------- | ------------------------------------------------------------------------- | --------------- | ------------------------ | --------------------- |
| 1995 | Första steget Shattered Secrets             | Libbe S.Halevy Översättning Tommy Ljungholm                               | Göran Stangertz | Helsingborgs stadsteater | Scenografi och kostym |
| 1996 | Galoschkungen                               | Sigvard Olsson                                                            | Göran Stangertz | Helsingborgs stadsteater |                       |
| 1997 | Elddonet Fyrtøjet                           | H.C. Andersen Dramatisering Göran Stangertz och Görel Engstrand           | Göran Stangertz | Helsingborgs stadsteater |                       |
| 2001 | Amadeus                                     | Peter Shaffer Översättning Göran O. Eriksson                              | Göran Stangertz | Helsingborgs stadsteater | Scenografi och kostym |
| 2001 | Gökboet One Flew Over the Cuckoo's Nest     | Dale Wasserman Översättning Göran Stangertz och Jeanette Nevrin-Stangertz | Göran Stangertz | Helsingborgs stadsteater | Scenografi och kostym |
| 2003 | Pocket plays Engill meðal áhorfenda         | Þorvaldur Þorsteinsson Översättning Bergljót Árnadóttir                   | Göran Stangertz | Helsingborgs stadsteater | Scenografi och kostym |
| 2003 | En handelsresandes död Death of a Salesman  | Arthur Miller Översättning Sven Barthel                                   | Göran Stangertz | Helsingborgs stadsteater | Kostym                |
| 2004 | Land du välsignade                          | Kent Andersson och Anders Wällhed                                         | Anders Wällhed  | Helsingborgs stadsteater |                       |
| 2005 | Limbo                                       | Margareta Garpe                                                           | Göran Stangertz | Helsingborgs stadsteater |                       |
| 2006 | Brel: en slags revy i två akter             | Jacques Brel Sammanställning Olle Ljungberg, Översättning Thomas Kinding  | Dan Kandell     | Helsingborgs stadsteater |                       |
| 2007 | Slutspel Fin de partie                      | Samuel Beckett Översättning Göran O. Eriksson                             | Aslak Moe       | Helsingborgs stadsteater |                       |
| 2009 | Om detta är en människa Se questo è un uomo | Primo Levi Översättning Ingrid Börge, Bearbetning Lars Norén              | Göran Stangertz | Helsingborgs stadsteater |                       |

## Radioteater

### Roller (ej komplett)
| År   | Roll  | Produktion                                          | Regi            |
| ---- | ----- | --------------------------------------------------- | --------------- |
| 1992 | Wyatt | Chopins piano (Chopin's Piano) David Zane Mairowitz | Göran Stangertz |

### Regi (ej komplett)
| År   | Produktion                   | Upphovsmän           |
| ---- | ---------------------------- | -------------------- |
| 1992 | Chopins piano Chopin's Piano | David Zane Mairowitz |